# Kloster Maizières
Das Kloster Maizières (Maceriae) ist eine ehemalige Zisterzienserabtei in der Gemeinde Saint-Loup-Géanges, rund 1,5 km außerhalb des Ortsteils Saint-Loup-de-la-Salle, im Département Saône-et-Loire, Region Bourgogne-Franche-Comté, am Ufer der Dheune in Frankreich, rund 23 km nördlich von Chalon-sur-Saône.

## Geschichte
Das Kloster wurde 1132 von Foulques de Réon gestiftet und von Zisterziensern aus der Primarabtei La Ferté besetzt, dessen drittes Tochterkloster es war. Bereits 1135 wurde das Tochterkloster Sturzelbronn gegründet. Das Kloster besaß dreizehn Grangien, darunter Prodhun nicht weit von Autun, l’Épervière, l’Égoutier und la Gorge nicht weit vom Kloster, le Répand, Cissey und Corcelotte in der Gemeinde Merceuil, Beauregard in der Gemeinde Demigny, Buet in der Gemeinde Dracy-le-Fort, Bel-Air (Gemeinde Rochepot), Aubigny, Chenôve, weiter die Weingüter Blangny und Morgeot sowie ein Haus in Beaune. Es wurde 1560, 1580 und 1595 geplündert, aber im 17. Jahrhundert wieder aufgebaut. Während der Französischen Revolution wurde es 1790 oder 1791 aufgelöst.

## Bauten und Anlage
Erhalten sind der Mauergürtel aus Ziegeln mit drei Portalen, eine Mühle sowie Stallgebäude aus dem 17. Jahrhundert, weiter ein Keller, das sogenannte Schloss und das frühere Abtsgebäude. In die Kirche von Saint-Loup ist eine drei Meter hohe Christusstatue gelangt, die Orgel in die Kirche von Seurre. Auch in andere Kirchen der Umgebung sind Ausstattungsstücke gekommen.